# Cumberland-Plateau

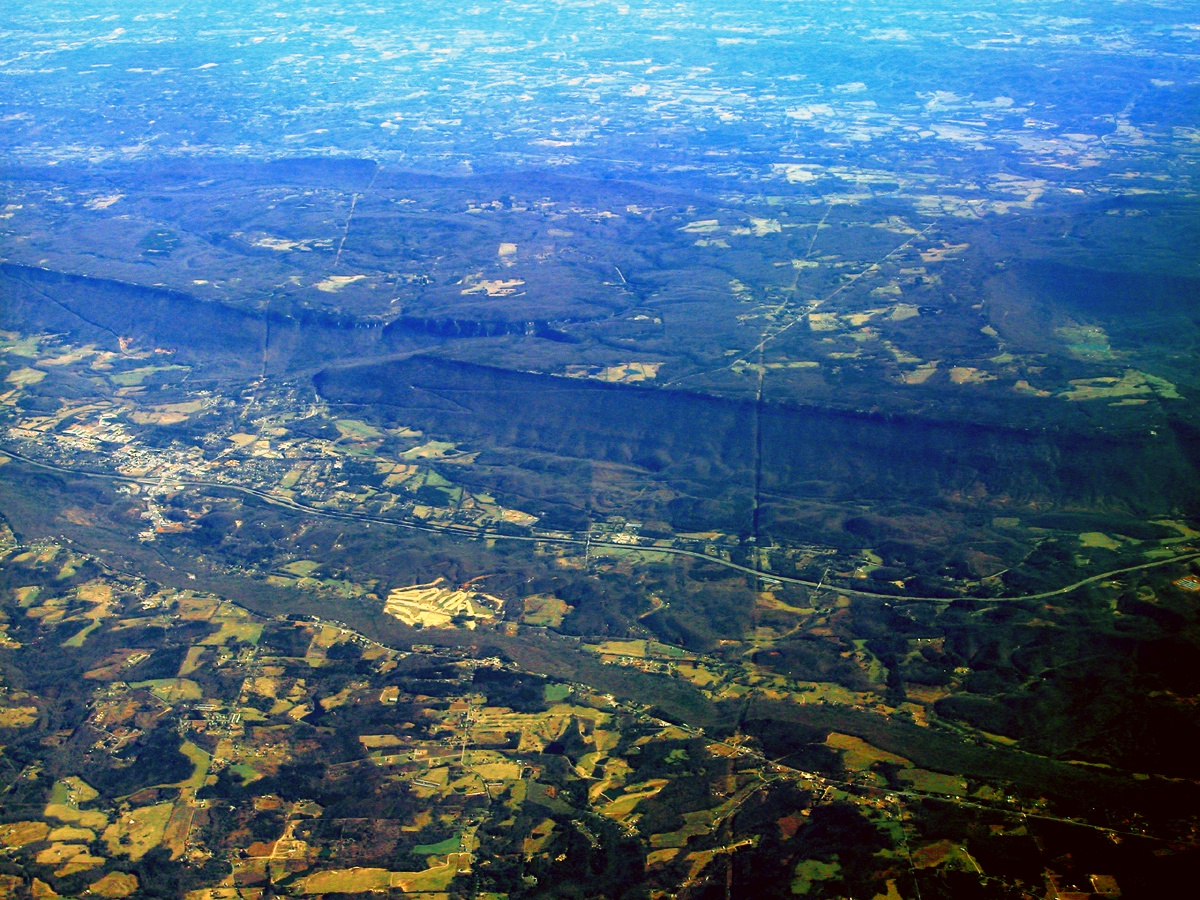
Cumberland-Plateau

Als Cumberland-Plateau wird der südliche Teil des Appalachen-Plateau bezeichnet. Das Plateau umfasst weite Landstriche im Osten von Kentucky, im Westen von West Virginia, in Tennessee, im Norden von Alabama und im äußersten Nordwesten von Georgia. Gemeinsam mit dem nordöstlich sich anschließenden Allegheny-Plateau bildet das Cumberland-Plateau die zerklüftete Plateaulandschaft am westlichen Rand des Haupthöhenzuges der Appalachen. Die Unterscheidung von Cumberland-Plateau und Allegheny-Plateau hat eher historische als geologische Gründe, und zwischen beiden besteht keine strikte Grenze. Ihre Namen verdanken beide Plateaus ihren jeweils größten Flüssen, dem Cumberland River und dem Allegheny River.

## Geografie

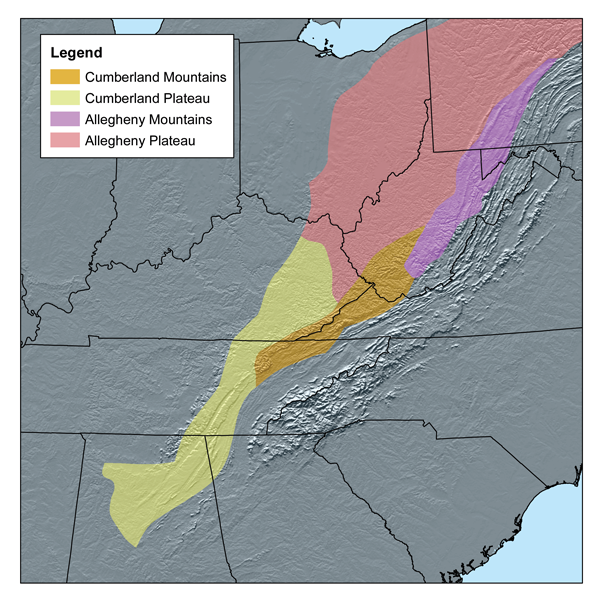
Lage des Cumberland-Plateau (beige-farben)

Das Cumberland-Plateau ist ein stark erodiertes Plateau mit einem topografischem Relief, das zum größten Teil auf einer Höhe von ca. 120 Metern liegt, und häufig vorkommenden Sandstein-Aufschlüssen und -Klippen. Das Plateau, das reich an Kohleflözen ist, war lange Zeit eine bedeutende Bergbauregion.
Am Pottsville Escarpment, einem in Kentucky gelegenen Steilabbruch, der den Übergang vom Cumberland-Plateau zur Bluegrass-Region und zum Pennyroyal-Plateau bildet, befinden sich zahlreiche spektakuläre Klippen, Canyons, Felsdächer, Felsbögen und Wasserfälle. In Tennessee bildet das Highland Rim östlich des Nashville-Becken den westlichen Rand des Cumberland-Plateau. Seinen östlichen Rand markiert der Walden Ridge, der sich als Sand Mountain bis nach Alabama erstreckt. Getrennt wird das Cumberland-Plateau von beiden durch das Sequatchie Valley, das sich unter anderen Bezeichnungen ebenfalls bis nach Alabama fortsetzt.
In Kentucky steigt das Plateau von Nordwesten nach Südosten an, wobei es im äußersten Westen eine Höhe von etwa 60 m erreicht und eine ähnliche Gestalt hat wie die Hügellandschaft der benachbarten Knobs-Region; weiter südöstlich, unterhalb des Black Mountain, erreicht das Plateau eine Höhe von mehr als 750 Metern.

## Geologie und physische Geografie
Das Cumberland-Plateau ist ein Teil des Appalachen-Plateau, das wiederum Teil der Appalachen ist. Es ist dem Allegheny-Plateau benachbart, von dem es sich faktisch nur durch den Namen unterscheidet. Das Sedimentgestein, aus dem beide Plateaus gebildet sind, stammen aus dem Mississippium und Pennsylvanium und bestehen aus küstennahen Sedimenten, die aus den alten Appalachen westwärts gespült wurden. Einige Felsschichten haben sich in flachem Küstenwasser abgelagert, andere, darunter Steinkohleschichten, in sumpfigen Regionen im Inland. Sie sind durchwoben von Sandstein. Die Ablagerungsschichten sind häufig unterbrochen. An diesen Stellen erreichten sie soviel Höhe, um erodiert zu werden, sanken dann jedoch ab und wurden von zusätzlichen Sedimenten bedeckt.

## Flora
Das Plateau beherbergt eine der größten zusammenhängenden Waldflächen im Osten der Vereinigten Staaten. Vorherrschende Bäumen sind Eichen und Hickory, im trockenen Hochland sind auch Kiefern verbreitet. In einigen geschützten Gebieten kommen Mesophyten vor.